# Afanasy Beloborodov
Afanasy Pavlantyevich Beloborodov (em russo: Афана́сий Павла́нтьевич Белоборо́дов; Vila de Akinino-Baklashi, Província de Irkutsk, 31 de janeiro de 1903 - Moscou, 1 de setembro de 1990) foi um Comandante militar soviético, General do Exército a partir de 1963. Duas vezes Herói da União Soviética (1944, 1945). Membro do Comitê Central do PCUS (1966–1971).

## Biografia
Nasceu em 31 (18 no Calendário Juliano) de janeiro de 1903, na vila de Akinino-Baklashi, Província de Irkutsk (hoje vila de Baklashi, distrito de Shelekhov, Oblast de Irkutsk), em uma família cossaca. Segundo registros da igreja Vvedenskaya de Verkh-Irkutsk, seu pai, Pallady Dimitrievich Beloborodov, e sua mãe, Anna Konstantinovna, tinham origem cossaca. Era russo. Cursou até o 3º ano da escola rural.
Em outubro de 1919, com 16 anos, entrou voluntariamente para um destacamento partidário sob o comando de Uvarov, participou da insurreição de Irkutsk e lutou na região de Transbaikália. Em janeiro de 1920, o grupo foi incorporado ao 8.º Regimento de Fuzileiros de Irkutsk da 1.ª Divisão de Fuzileiros de Chita. Em março, foi dispensado do Exército Vermelho por ser menor de idade e por problemas de saúde. Voltou à aldeia natal, trabalhou na propriedade agrícola do pai e passou a atuar como secretário da organização local do Komsomol.

## Início do serviço militar
Retornou ao serviço no Exército Vermelho em setembro de 1923, sendo enviado como cadete para a 9.ª Escola de Infantaria de Irkutsk. Quando a escola foi desativada em 1924, foi transferido para a 11.ª Escola de Infantaria de Níjni Novgorod, que concluiu em 1926. A partir de novembro daquele ano, passou a comandar um pelotão de fuzileiros no 6.º Regimento de Infantaria de Khabarovsk da 2.ª Divisão de Infantaria do Amur, no Distrito Militar Siberiano (o regimento ficava nos arredores de Blagoveshchensk).
No verão de 1928, foi novamente enviado para estudos e, em 1929, concluiu os Cursos Militar-Políticos de Leningrado, nomeado então comissário político de uma companhia do 107º Regimento de Fuzileiros da 36ª Divisão de Fuzileiros do Exército Especial do Extremo Oriente. Em novembro de 1929, participou dos combates na Ferrovia Oriental Chinesa, atuando entre as estações Manchúria e Zhalainor. No primeiro combate, o comandante da companhia foi morto, e Beloborodov assumiu o comando. A companhia se destacou ao contornar Zhalainor e capturar a única ponte ferroviária da cidade, cortando a rota de fuga do inimigo. Sob sua liderança, a tropa resistiu a um contra-ataque chinês até a chegada da cavalaria comandada por Konstantin Rokossovsky, forçando o forte guarnição chinesa a abandonar a defesa e fugir. Por essa ação, ele e mais 11 soldados da companhia receberam a Ordem do Estandarte Vermelho. Filiado ao Partido Comunista desde 1926.
Após o fim dos combates, foi nomeado comandante do grupo de recrutas de um ano no mesmo regimento. Em 1933, ingressou na Academia Militar Frunze do Exército Vermelho, formando-se em 1936 pelo curso especial com estudo dos idiomas japonês e inglês. Nesse mesmo ano, foi promovido a tenente-sênior. Em novembro de 1936, tornou-se assistente e depois chefe da seção de operações do estado-maior da 66.ª Divisão de Fuzileiros no Krai de Primorsky. Em março de 1939, foi nomeado chefe da seção de operações do estado-maior do 39.º Corpo de Fuzileiros, e em junho passou a chefiar o estado-maior do 43.º Corpo de Fuzileiros, assumindo interinamente o comando do corpo em novembro. Em janeiro de 1941, foi designado chefe do departamento de treinamento de combate do estado-maior da Frente do Extremo Oriente.

## Grande Guerra Patriótica
No início da Grande Guerra Patriótica, a partir de 12 de julho de 1941, o coronel Beloborodov assumiu o comando da 78.ª Divisão de Fuzileiros. Em novembro de 1941, chegou com a divisão à Frente Ocidental, integrando o 16.º Exército, onde se destacou na Batalha de Moscou. Pelo heroísmo coletivo, a divisão foi transformada em 27 de novembro na 9.ª Divisão de Fuzileiros de Guardas. Durante a ofensiva de Klin-Solnechnogorsk, a divisão libertou a cidade de Istra. Após um curto período na reserva do Stavka, voltou ao combate em junho de 1942, lutando nas frentes Sudoeste e de Stalingrado, participando das operações defensivas de Voronezh-Voroshilovgrad e da Batalha de Stalingrado.
Em 14 de outubro de 1942, assumiu o comando do 5.º Corpo de Fuzileiros de Guardas na Frente de Kalinin, atuando na ofensiva de Velikie Luki. Em 6 de agosto de 1943, passou a comandar o 2.º Corpo de Fuzileiros de Guardas, com o qual participou das ofensivas de Smolensk e Nevel-Gorodok.
A partir de 22 de maio de 1944, comandou o 43.º Exército, que participou da operação estratégica “Bagration”, especialmente da ofensiva Vitebsk-Orsha (libertando Vitebsk em 26 de junho) e da operação de Šiauliai. Depois, com o mesmo exército, participou da ofensiva estratégica no Báltico, do cerco ao grupo inimigo na Curlândia e da ofensiva da Prússia Oriental. O exército teve papel de destaque na tomada de Königsberg em abril de 1945. No final da guerra, combateu na destruição dos remanescentes do 2º Exército alemão no delta do Vístula.
Em junho de 1945, foi transferido para o Extremo Oriente e, em 27 de junho, nomeado comandante do 1º Exército da Bandeira Vermelha. Durante a guerra contra o Japão em agosto de 1945, liderou o exército na ofensiva Harbin-Girin como parte da 1ª Frente do Extremo Oriente. Suas tropas romperam três linhas defensivas, avançaram centenas de quilômetros em terreno montanhoso e florestal, tomaram de assalto a cidade de Mudanjiang e ocuparam Harbin com tropas de vanguarda. A partir de 21 de agosto, Beloborodov foi o primeiro comandante militar soviético e chefe da guarnição de Harbin. Em 16 de setembro de 1945, comandou o Desfile da Vitória sobre o Japão na cidade.

## Período pós-guerra
Após a guerra, Beloborodov continuou no comando do 1.º Exército, no Distrito Militar Transbaikal-Amur. Em abril de 1946, tornou-se chefe do Departamento de Treinamento de Combate das Tropas de Fuzileiros. Em julho do mesmo ano, passou a comandar o 5º Exército de Guardas no Grupo Central de Tropas, e em dezembro foi nomeado vice-comandante desse grupo. Em maio de 1947, assumiu o comando do 39;º Exército, estacionado no sul da Manchúria (Península de Kwantung), com quartel-general em Port Arthur. Em maio de 1953, voltou a chefiar o Departamento de Treinamento de Combate das Tropas Terrestres, e em outubro passou a dirigir os Cursos Tático-Técnicos Centrais de Aperfeiçoamento para Oficiais da Academia "Vystrel", nomeada em homenagem ao Marechal B. M. Shaposhnikov. Em julho de 1954, foi nomeado conselheiro militar-chefe do Ministério da Defesa da Tchecoslováquia e adido militar da embaixada soviética em Praga.
A partir de outubro de 1955, comandou o Distrito Militar de Voronej. Em maio de 1957, assumiu a chefia do Departamento Principal de Pessoal do Ministério da Defesa da URSS. Em março de 1963, tornou-se comandante do Distrito Militar de Moscou. Em 23 de outubro de 1966, sofreu um grave acidente de carro, com sérias fraturas e lesões. Após longa recuperação, seu estado de saúde não melhorou completamente, e ele pediu dispensa do comando. Desde junho de 1968, atuou como inspetor-conselheiro no Grupo de Inspetores-Gerais do Ministério da Defesa.
Nos anos seguintes, dedicou-se à escrita de memórias e à atividade patriótica e educacional.
Foi membro do Comitê Central do PCUS entre 1966 e 1971, deputado do Soviete Supremo da URSS nas legislaturas 3ª (1950–1954) e 7ª (1966–1970), e também do Soviete Supremo da RSFSR nas 5ª (1959–1963) e 6ª (1963–1967) legislaturas.
Beloborodov faleceu em 1 de setembro de 1990. Conforme seu desejo, foi sepultado no Cemitério Militar Memorial “Snegiri”, ao lado dos soldados de sua divisão mortos na defesa de Moscou, no outono de 1941.

## Prêmios
- Duas vezes Herói da União Soviética (22/07/1944, 19/04/1945)
- 5 Ordens de Lenin (22/07/1944, 26/10/1944, 21/02/1945, 30/01/1963, 30/01/1983)
- Ordem da Revolução de Outubro (30/01/1973)
- 5 Ordens do Estandarte Vermelho (22/02/1930, 09/01/1942, 03/11/1944, 15/10/1955, 22/02/1968)
- Ordem de Suvorov de 1ª classe (09/08/1945)
- Ordem de Suvorov de 2ª classe (22/09/1943)
- Ordem de Kutuzov de 2ª classe (08/02/1943)
- Ordem da Guerra Patriótica de 1ª classe (11/03/1985)
- Ordem "Por Serviço à Pátria nas Forças Armadas da URSS" de 3ª classe (30/04/1975)
- Medalha "Pela Vitória sobre a Alemanha na Grande Guerra Patriótica 1941-1945" (09/05/1945)
- Medalha "Pela Defesa de Moscou" (1944)
- Medalha "Pela Defesa de Stalingrado" (1944)
- Medalha "Pela Vitória sobre o Japão" (1945)
- Medalha "Pela Captura de Koenigsberg" (1945)
- Medalha "Pelo Fortalecimento da Cooperação Militar" (1980)
- Outras medalhas da URSS.

Prêmios de países estrangeiros:
- Ordem do Mérito Militar (República Popular da Mongólia, 06/07/1971)
- Ordem do Mérito da Pátria em ouro (RDA)
- Ordem Militar "Por Serviços ao Povo e à Pátria" em ouro (RDA, 08.05.1975)
- Ordem da Bandeira de Guerra (Iugoslávia Socialista)
- Ordem da República Popular da Bulgária (República Popular da Bulgária)
- Ordem do Leão Branco "Pela Vitória" (República Socialista da Tchecoslováquia)
- Medalhas da Mongólia, Bulgária, Polônia, RPDC, República Popular da China

## Posições militares
- Major-General (26/11/1941)
- Tenente-General (22/02/1944)
- Coronel General (05/05/1945)
- General do Exército (22/02/1963)

## Memórias
Afanasy Pavlantievich Beloborodov trilhou uma trajetória militar gloriosa, sendo conhecido como um comandante corajoso e determinado. Destacou-se nas campanhas na Bielorrússia e, mais tarde, na Manchúria Oriental. Seu último cargo de grande responsabilidade foi como comandante das tropas do Distrito Militar de Moscou. Um grave acidente automobilístico comprometeu seriamente sua saúde, obrigando-o a deixar essa intensa e produtiva atividade. Durante a Operação na Bielorrússia, mesmo diante de uma situação extremamente complexa, o jovem comandante A. P. Beloborodov demonstrou grande habilidade ao liderar sua tropa.— Marechal da União Soviética Aleksandr Vasilevsky, A Missão de Toda uma Vida, Moscou: Politizdat, 1975, p. 449.
As tropas do 43º Exército eram comandadas pelo tenente-general Afanasy Pavlantievich Beloborodov, o mais jovem dos comandantes de exército em idade. Mas sua experiência de combate era imensa. Quem não conhecia a lendária divisão de fuzileiros de Beloborodov, que se tornou uma divisão de guardas nos combates por Moscou, em 1941?... O general impressionava pela energia inesgotável e pela ousadia de suas decisões.— Marechal da União Soviética Ivan Bagramyan, Assim Chegamos à Vitória, Moscou: Voenizdat, 1977, p. 303.

## Memória

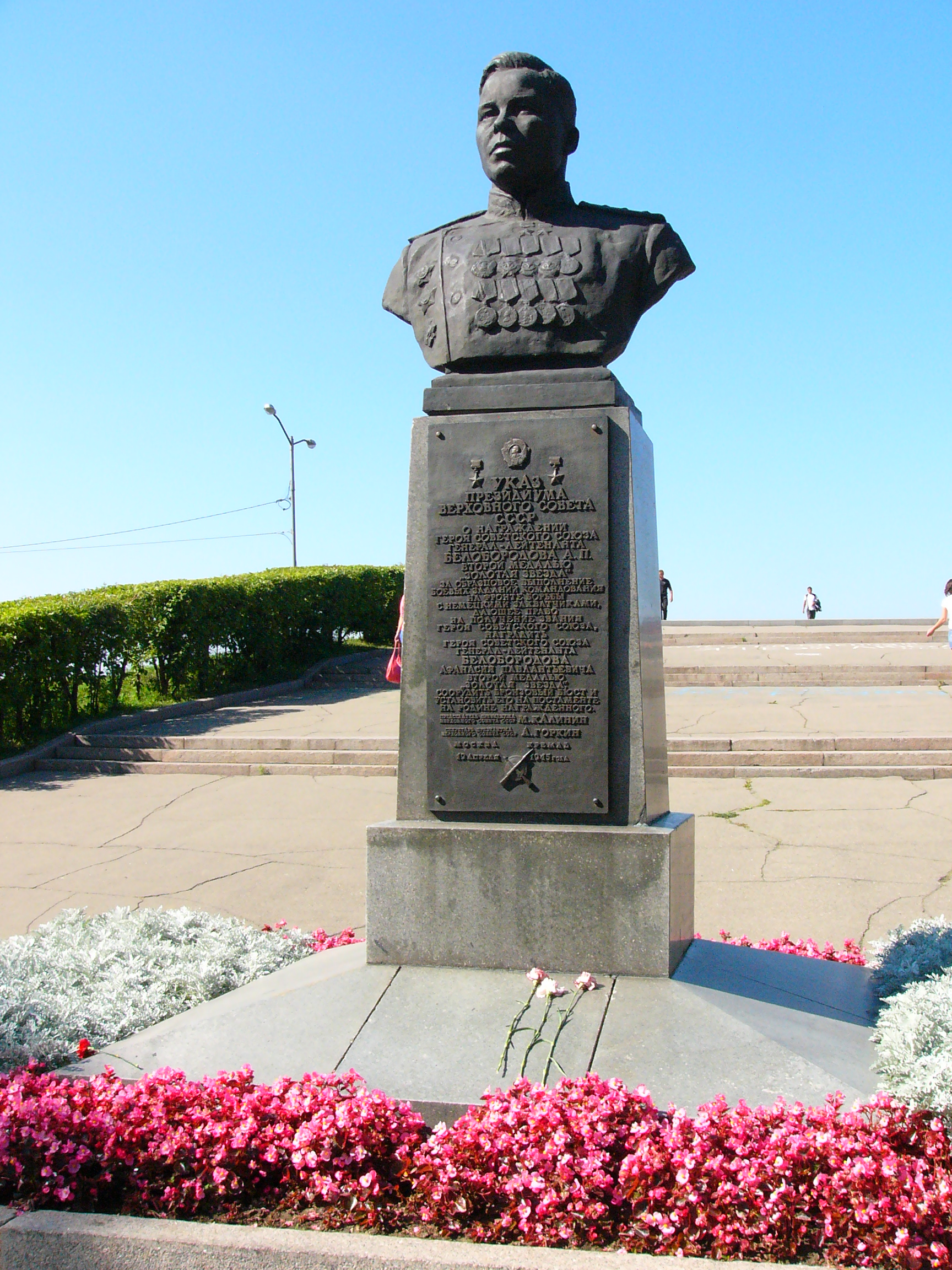
Busto de Beloborodov em Irkutsk

Em homenagem ao General do Exército Beloborodov, várias ruas receberam seu nome: em Moscou (Rua General Beloborodov), Irkutsk, Kaliningrado, Mytishchi, Nakhabino, Vitebsk (1994, Rua General Beloborodov) e Shelekhov, além de uma avenida na cidade de Istra.
Instituições e organizações
- A escola de Baklashi, sua terra natal, recebeu seu nome e abriga uma placa memorial.[9]
- Foi fundado o Museu do Exército Russo em seu nome, em Irkutsk.[10]

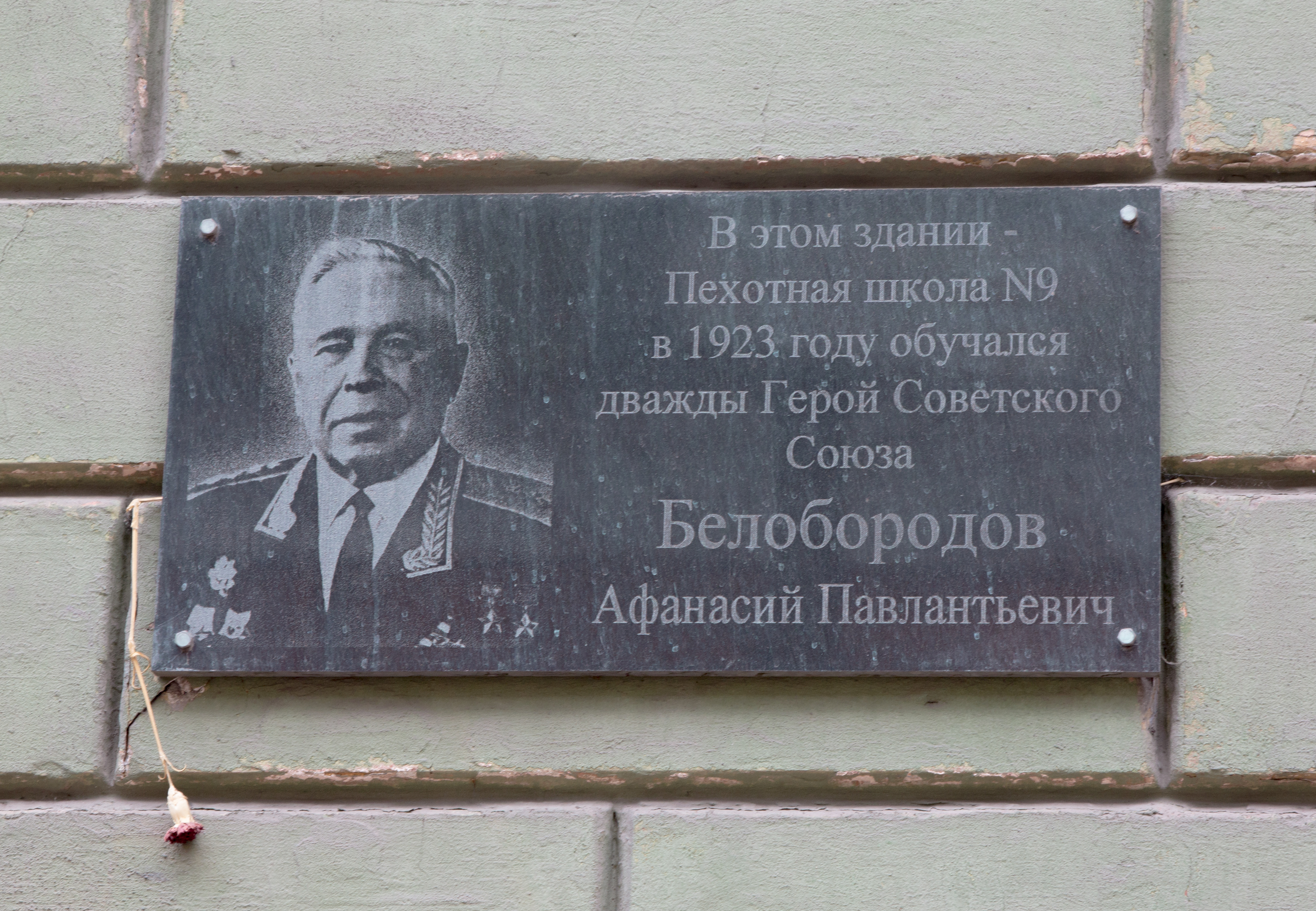
Placa comemorativa no prédio da Escola de Infantaria de Irkutsk

- A escola secundária nº 9 em Vitebsk também leva seu nome; há uma exposição dedicada a ele no museu da escola, além de uma placa e um mural em sua homenagem.[11]

Monumentos e esculturas
- Um busto foi instalado em Irkutsk, perto do memorial militar da cidade, em frente à Chama Eterna (escultor: Gueorgui Motovilov; arquiteto: Leonid Polyakov).
- Em janeiro de 2003, foi colocada uma placa no prédio da antiga 9ª escola de infantaria em Irkutsk.[12]
- Em Moscou, há uma placa toponímica na Escola nº 1564, localizada na rua que leva seu nome.
- Em Irkutsk, outra placa está instalada no prédio onde ele estudou.[13]
- Em Voronezh, na rua Taranchenko nº 40, onde Beloborodov viveu entre 1955 e 1957, foi instalada uma placa em 21 de outubro de 2004.
- Em Vitebsk, uma placa foi colocada em um dos edifícios da avenida que leva seu nome.
- Um busto foi erguido na vila de Nefedyevo, na antiga linha de defesa.
- No complexo memorial Lenino-Snegiryovskiy, no local de seu túmulo, um busto de bronze foi instalado em 2021 (autor: Salavat Shcherbakov).[14]
- Um monumento também foi erguido em sua vila natal, Baklashi, no distrito de Shelekhov, Oblast de Irkutsk.[15]
- Em Vitebsk, uma placa informativa sobre o comandante foi afixada em um edifício residencial.
- No museu de Beshenkovichi, há bustos dos generais Beloborodov, Ivan Liudnikov e Ivan Chistyakov (autor: Azat Torosyan), que comandaram tropas na libertação da região do Dvina.

Outras homenagens
- Cidadão honorário de Vitebsk (1974), Irkutsk [16] e Kaliningrado.[17]
- Beloborodov é personagem principal do filme O Dia do Comandante da Divisão.
- Fundador do museu escolar na escola nº 59 (atualmente nº 1286).